# Piotr Tomasik
Piotr Tomasik (Cracovia, 31 ottobre 1987) è un calciatore polacco, difensore del Wiślanie Skawina.